# Piet Retief (cidade)
Piet Retief é uma cidade situada na província de Mpumalanga, África do Sul. É a sede do município de Mkhondo e fica situada perto da fronteira com o Essuatíni. A cidade foi fundada pelos Voortrekkers em 1883 e chamou-se assim depois de o  seu líder, Piet Retief, ter sido morto por zulus sob as ordens do rei Dingane, depois de tentar estabelecer-se nas terras deste rei zulu.
Em 1886, os habitantes da cidade declararam a independência do Klein Vrystaat (Pequeno Estado Livre). Este república existiu até 1891, quando foi incorporada na República Sul-Africana.

## Personalidades
- Sandra Laing, mulher que nasceu de pai e mãe brancos, mas classificada como mestiça na era do apartheid devido às suas caractetisticas físicas (possivelmente herdadas de algum ancestral), nascida em Piet Retief, cuja vida seria retratada em livro e em filme.